# Édouard Detaille
Édouard Jean Baptiste Detaille, född den 5 oktober 1848 i Paris, död där den 23 december 1912, var en fransk målare.
Detaille blev 1865 lärjunge hos Jean Louis Ernest Meissonier och debuterade på salongen i Paris 1867 med Ett hörn av ateljén. Han utställde 1868 och följande år tavlor ur militärlivet och deltog 1870-71 i det fransk-tyska kriget, som gav honom en ny motivkrets. Jämte Alphonse de Neuville blev han ansedd som den främste bland "les jeunes pein-tres militaires". Efter att ha deltagit i en expedition till Tunisien målade Detaille bataljer även därifrån, och under en tids vistelse i Ryssland målade han en serie bataljer för kejsar Alexander III:s räkning. Tillsammans med Neuville målade han två panoramor med ämnen ur fransk-tyska kriget. Detaille målade även porträtt.

## Verk (i urval)
- Les vainqueurs (1872)

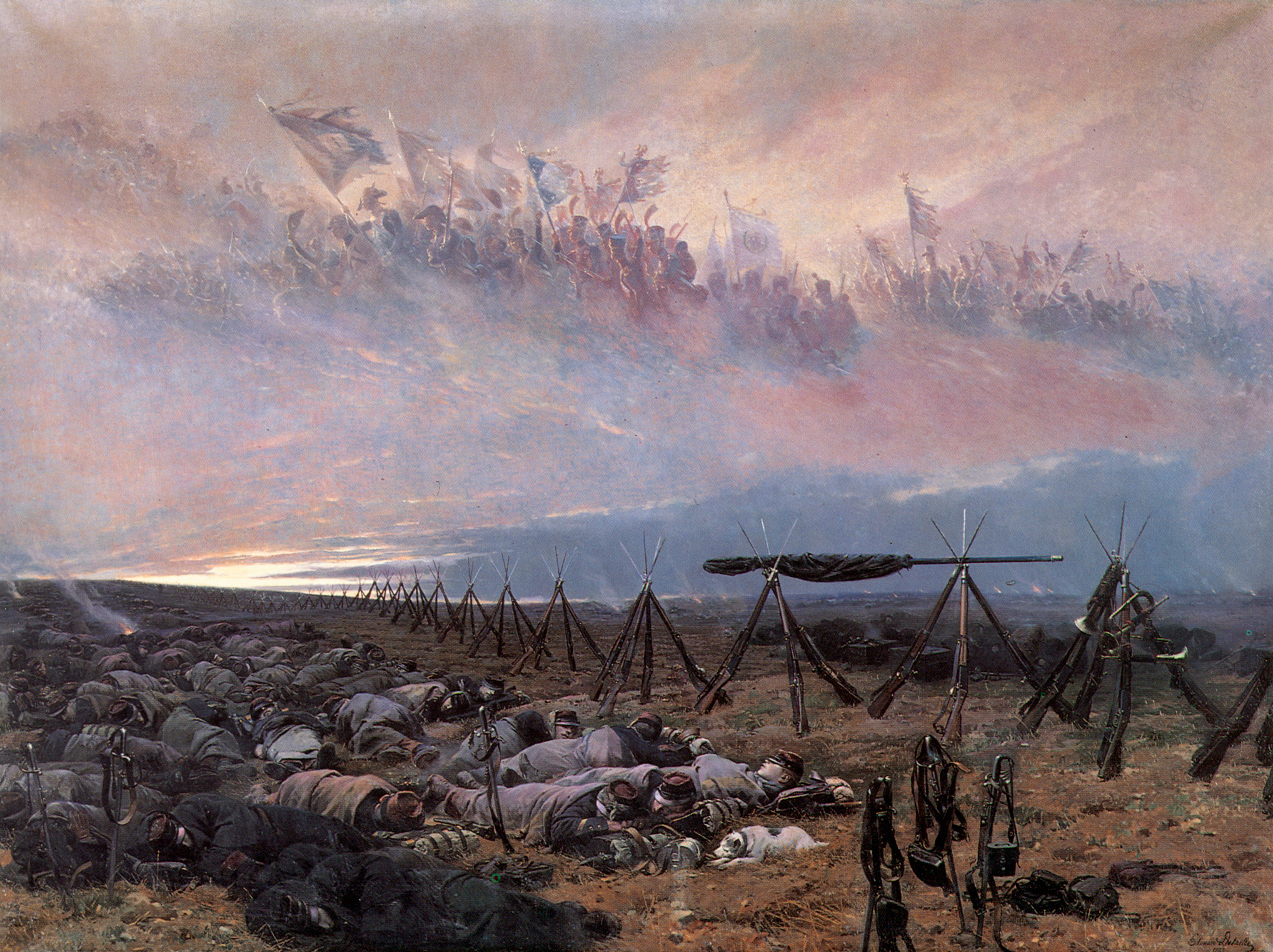
Del av Drömmen, 1888

- Kyrassiärer i marsch-marsch (1874)
- Regemente, som passerar (1875)
- Rekognoscering (1876)
- Honnör för de sårade (1877)
- Champignys försvar (1879)
- Utdelning af fanor (1881)
- Aftonen vid Rezonville (1884)
- Drömmen, stor nattlägerscen (1888)
- Första husarregementets charge 1807 (1891)
- Garnisonen i Huningue aftågar (1892)
- Pliktens offer (1894)
- Revyn i Chälons för ryske tsaren (1898)
- Äran (i skiss utställd 1904, färdig 1905)
- Invigningen av stora operan i Paris (1877, akvarell)